# Церква Успіння Пресвятої Богородиці (Гутисько)
Церква Успіння Пресвятої Богородиці в Гутиську — парафія і храм Бережанського благочиння Тернопільської єпархії Православної церкви України в селі Гутисько Тернопільського району Тернопільської области.

## Історія церкви
У 1990 році громада села вирішила збудувати храм у центрі, навпроти фігури Пресвятої Богородиці. У травні того ж року священник о. Омелян Легета освятив місце та заклав наріжний камінь. Завдяки спільним зусиллям жителів, 28 серпня 1990 року, на свято Успіння Пресвятої Богородиці, храм було освячено і проведено перше богослужіння. Тоді ж за пожертви парафіян збудували й капличку Пресвятої Богородиці.
З храму села Кути були передані цінні церковні атрибути, привезені з Польщі. Найбільшою цінністю є Євангеліє, видане у Львові у 1690 році та придбане у 1747 році парафіянами храму села Балутянка. На останній сторінці реліквії вписані їхні прізвища. Також цінними є плащаниця та кадило. За сприяння Мар'яна Шпака були придбані дзвони, вилиті у Роздолі.
У 2001 році за кошти громади села Гутиська збудували дзвіницю. У 1998 році, до престольного празника, брати Тарас та Андрій Гірняки вирізьбили і подарували храму Царські врата, які стали його окрасою.

## Парохи
- о. Омелян Легета.